# Rockport, Texas
Rockport là một thành phố thuộc quận Aransas, tiểu bang Texas, Hoa Kỳ. Năm 2010, dân số của xã này là 8766 người.

## Dân số
- Dân số năm 2000: 7385 người.
- Dân số năm 2010: 8766 người.